# Воїтелька
«Воїтелька» — радянський короткометражний художній фільм 1986 року режисера Олександра Зельдовича, драма за однойменною повістю Миколи Лєскова.

## Сюжет
Міська міщанка Домна Платонівна — торговка мереживами, а іноді … і «живим товаром» — займається звідництвом. Доля зіштовхує її з молодою інтелігентною жінкою — дворянкою, полковницею, Леканідою Петрівною, яку важкі життєві випробування привели до морального падіння. Її трагічну історію Домна Платонівна розповідає з незворушним спокоєм, представляючи свої власні непорядні вчинки, що підштовхують нещасну, як найбільші благодіяння надані їй.

## У ролях
- Світлана Крючкова — Домна Платонівна
- Ольга Сіріна — Леканіда Петрівна
- Михайло Козаков — другорядна роль
- Юрій Гребенщиков — другорядна роль

## Знімальна група
- Режисер — Олександр Зельдович
- Сценарист — Едуард Володарський
- Оператори — Михайло Агранович, Олександр Ільховський
- Композитор — Катерина Чемберджі
- Художник — Валентин Вирвич